# Demokratische Allianz für Ägypten
Die Demokratische Allianz für Ägypten (arabisch التحالف الديمقراطي من أجل مصر) war eine Koalition von politischen Parteien in Ägypten, die infolge der Umstürze von 2011 gegründet wurde. Die dominante Partei in der Gruppe war die islamistische Freiheits- und Gerechtigkeitspartei der ägyptischen Muslimbruderschaft.

## Geschichte
Die Allianz wurde im Juni 2011 ursprünglich aus 28 Parteien konstituiert, einschließlich der Partei Freiheitliches Ägypten, der liberalen Neuen Wafd-Partei, der linksgerichteten National-Progressiven Unionistischen Partei (Tadschammu), der salafistisch ausgerichteten Partei des Lichts und der zentristischen Partei der Gerechtigkeit.
Zwischenzeitlich bestand das Bündnis aus über 40 Parteien, zu denen die Freiheits- und Gerechtigkeitspartei der Muslimbruderschaft, die Neue Wafd-Partei, die liberale al-Ghad-Partei, die nationalistische Arabisch-Demokratische Nasseristische Partei, die nasseristische Partei der Würde und mehrere kleinere Parteien gehörten. Die Parteien unterschieden sich in ihrer innenpolitischen Ausrichtung, waren aber vereint in der Unterstützung einer nationalistischeren, weniger pro-westlichen Außenpolitik.
Aufgrund von inneren Auseinandersetzungen kam es ab Ende Juli 2011 vermehrt zu Austritten aus der Demokratischen Allianz. Zunächst trennten sich die Demokratische Frontpartei und die Tadschammu-Partei von dem Bündnis. Der Tadschammu begründete diesen Schritt mit den Einzelaktionen der salafistischen Parteien am 29. Juli 2011, der eigentlich als „Freitag der nationalen Front“ geplant gewesen war. Frontpartei und Tadschammu traten dem links ausgerichteten Ägyptischen Block bei, welcher zum Zeitpunkt der Wahlen aus drei Parteien bestand. Wegen Unstimmigkeiten bezüglich der Listenaufstellungen trennten sich im Herbst auch die Partei des Lichts und die Wafd-Partei von dem Bündnis. Die Partei des Lichts gründete in der Folge ein eigenes Wahlbündnis, den Islamistischen Block.

## Koalitionsparteien
Die Demokratische Allianz bestand zuletzt aus elf politischen Parteien unterschiedlicher politischer Strömungen:
- Freiheits- und Gerechtigkeitspartei
- Partei der Würde
- Morgen-Partei der Revolution
- Islamische Arbeitspartei
- Partei der Reform und der Wiedergeburt
- Zivilisationspartei
- Ägyptische Reformpartei
- Partei der demokratischen Generation
- Ägyptische Arabische Sozialistische Partei
- Liberale Partei
- Freiheits- und Entwicklungspartei

## Wahlen
Bei den Parlamentswahlen 2011 und 2012 bestand die Demokratische Allianz für Ägypten im Oktober 2011 nur noch aus elf Parteien, darunter die Freiheits- und Gerechtigkeitspartei, die al-Ghad-Partei, die Arbeitspartei, die Ahrar-Partei und die Partei der Würde. Mit diesen Parteien trat das Bündnis am 28. November 2011 bei den Parlamentswahlen an.
Die Demokratische Allianz gewann 10.138.134 von insgesamt 27.065.135 gültigen Stimmen, oder 37,5 % der Gesamtstimmen. Sie erhielt somit 127 Sitze von insgesamt 332 im ägyptischen Parlament. Die 127 Sitze sind zwischen den Mitgliedern der Allianz wie folgt aufgeteilt:
- Freiheits- und Gerechtigkeitspartei: 116 Sitze
- Partei der Würde: 6 Sitze
- Morgen-Partei der Revolution: 2 Sitze
- Zivilisationspartei: 2 Sitze
- Islamische Arbeitspartei: 1 Sitz

Zusätzlich gewannen unabhängige Kandidaten der Freiheits- und Gerechtigkeitspartei 101 Sitze von insgesamt 167, welche für unabhängige Kandidaten bestimmt waren. Dadurch gewann die Demokratische Allianz 228 Sitze von insgesamt 498 (45,8 %) in der Ägyptischen Volksversammlung und wurde so zur stärksten politischen Kraft im Parlament.